# 周汝沆
周汝沆（1897年—1995年），男，浙江诸暨人，中国水稻育种学家、农业教育家，中国农工民主党中央委员会原常务委员，湖南省政协原副主席，第三、五届全国人大代表。